# Карловиці-Великі
Карловиці-Великі (пол. Karłowice Wielkie, нім. Groß Karlowitz) — село в Польщі, у гміні Каменник Ниського повіту Опольського воєводства. Знаходиться на південному заході Польщі.
Населення — 606 осіб (2011).

## Назва
У латинській книзі «Liber fundationis episcopatus Vratislaviensis» (Книга виплат єпископства Вроцлавського), написаної за часів єпископа Генріка з Віржбна у 1295–1305 роках, поселення згадується у латинізованій формі Karlowitz magnum.

## Демографія
Демографічна структура станом на 31 березня 2011 року:
|          | Загалом | Допрацездатний вік | Працездатний вік | Постпрацездатний вік |
| -------- | ------- | ------------------ | ---------------- | -------------------- |
| Чоловіки | 301     | 70                 | 210              | 21                   |
| Жінки    | 305     | 63                 | 197              | 45                   |
| Разом    | 606     | 133                | 407              | 66                   |

## Відомі люди
Уродженцем Великих Карловиць є німецький художник Едуард фон Грютцнер.